# Balraj Sahni
Balraj Sahni, nato Yudhishthir Sahni (Rawalpindi, 1º maggio 1913 – Mumbai, 13 aprile 1973), è stato un attore indiano.

## Filmografia parziale
- Dharti Ke Lal, regia di Khwaja Ahmad Abbas (1946)
- Due ettari di terra (Do Bigha Zamin), regia di Bimal Roy (1953)
- Chhoti Bahen, regia di Prasad (1959)
- Kabuliwala, regia di Hemen Gupta (1961)
- Garm Hava, regia di M. S. Sathyu (1973)